# Nacionalisme (música)
El nacionalisme musical és un moviment estètic i ideològic sorgit a la segona meitat del segle XIX que es caracteritza per la incorporació de trets distintius de la música tradicional i folklòrica de cada poble en les composicions cultes. Aquest moviment reflecteix el desig dels compositors d'afirmar la identitat nacional i cultural de les seves nacions mitjançant l’ús de melodies, ritmes, harmonies i temàtiques pròpies del folklore local, i sovint s’entén com una reacció al predomini de la música romàntica alemanya.
Encara que sovint s’associa amb el romanticisme musical del segle XIX, el nacionalisme musical té antecedents al segle XVIII i va continuar desenvolupant-se durant el segle xx, especialment en contextos regionals com els d’Amèrica Llatina. Aquest moviment beu directament del nacionalisme polític nascut arran de la Revolució Francesa i de les revolucions liberals europees del segle XIX, que van fomentar l’orgull nacional i la recerca d’una identitat pròpia.
Les principals escoles nacionalistes sorgiren en països que havien estat sota la influència de potències culturals dominants o formaven part d’imperis multinacionals. Destaquen els casos de Rússia (amb Mikhaïl Glinka i el Grup dels Cinc), Bohèmia (Bedřich Smetana i Antonín Dvořák), Noruega (Edvard Grieg), Finlàndia (Jean Sibelius), Espanya (Isaac Albéniz, Manuel de Falla), el Regne Unit (Edward Elgar) i els Estats Units (Horatio Parker, Edward MacDowell).
El nacionalisme musical es manifesta principalment en gèneres com l’òpera, el poema simfònic i la música per a piano, i es caracteritza per la recopilació de cançons populars, l’ús de melodies autòctones, i l’expressió d’un profund sentiment de pertinença i amor per la pàtria. Aquest moviment suposa també una exploració de llenguatges musicals nous, gràcies a la incorporació d’escales, harmonies i estructures pròpies de la música tradicional.

## Nacionalisme musical a Espanya
El nacionalisme musical espanyol és un corrent artístic i ideològic que es desenvolupa principalment entre finals del segle XIX i la primera meitat del segle xx, amb l’objectiu de crear una música que reflectís la identitat pròpia de les diferents cultures i regions d’Espanya. Aquest moviment es caracteritza per la incorporació d’elements folklòrics, modals i rítmics tradicionals a la música culta, amb una forta influència de les arrels populars, especialment de l’àmbit andalús.

### Orígens i context històric
Després del gran esplendor del Segle d'Or musical, Espanya va viure un llarg període de declivi creatiu dins la música culta europea. No fou fins al segle XIX que es començaren a establir les bases d’un veritable nacionalisme musical espanyol, amb figures claus com Francisco Asenjo Barbieri i, sobretot, Felip Pedrell, compositor i musicòleg que amb el seu manifest Por nuestra música va formular una proposta teòrica per al desenvolupament d’una música nacional basada en el folklore i la tradició espanyola. Pedrell influí decisivament en la formació de la següent generació de compositors nacionalistes.

### Característiques
El nacionalisme musical espanyol es distingeix per una sèrie de trets formals i estilístics recurrents:
- Imitació dels sons de la guitarra, instrument emblemàtic de la música espanyola.
- Referències al flamenc i altres danses populars.
- Ús del mode frigi i influències de la música àrab, especialment a la música andalusa, fruit de la pervivència cultural d’Al-Àndalus.
- Elasticitat rítmica, amb l’ús del rubato, hemiòlies i compassos com el 3/4 i 6/8 que aporten ambigüitat i expressivitat.
- Absència de formes musicals fixes, fet que reflecteix la gran diversitat cultural i musical del territori.
- Ús prominent del piano com a vehicle expressiu principal.
- Desenvolupament de la sarsuela com a gènere operístic propi.

### Regionalismes musicals
En el marc de l’Espanya del segle XIX i XX, marcada per tensions polítiques i el debat sobre la forma d’estat, s’accentuaren també els regionalismes musicals, que donaren lloc a escoles diferenciades:
- Catalunya: amb un fort component coral i simfònic, influït pel wagnerisme, i institucions com l’Orfeó Català o l’Associació Wagneriana.
- Andalusia: regió amb major projecció i influència dins el nacionalisme musical, gràcies a la seva riquesa folklòrica i influències orientals.
- Altres moviments regionals: Castellà, basc, madrileny, entre d'altres.

### Etapes del nacionalisme musical espanyol
1. Etapa d’assimilació (fins a 1898): etapa inicial, marcada per la construcció d’una identitat musical nacional. Es compon majoritàriament música per a piano.
2. Etapa de desenvolupament (finals del XIX i primer terç del XX): amb influències de moviments modernistes com l’impressionisme (Debussy), el cubisme o el neoclassicisme, es diversifiquen els gèneres i augmenta la producció simfònica.

### Compositors destacats
- Isaac Albéniz (1860–1909): Nascut a Camprodon, fou deixeble de Pedrell. Les seves obres per a piano com Suite Iberia i Suite Espanyola integren folklore i modernitat.
- Enric Granados (1867–1916): Nascut a Lleida, destaca per obres com Goyescas i les Danses espanyoles, amb gran influència de la música catalana.
- Manuel de Falla (1876–1946): De Cadis, va combinar el folklore amb les avantguardes europees. Obres destacades: El amor brujo, Noches en los jardines de España, El sombrero de tres picos.
- Joaquim Turina (1882–1949): Sevillà influenciat per l'andalusisme i el neopopularisme. Obres com Danses fantàstiques i La processó del Rocío en són exemple.
- Joaquín Rodrigo (1901–1999): El més tardà del grup, elevà la guitarra al concertisme amb obres com el Concierto de Aranjuez.

### Intèrprets destacats
- Pablo Sarasate: reconegut violinista internacional, associat sovint amb Paganini, deixà també obres pròpies amb marcat estil nacionalista.